# Renato Bizzozero
Renato Bizzozero (ur. 7 września 1912 w Lugano, zm. 10 listopada 1994 w Buenos Aires) – szwajcarski piłkarz, reprezentant kraju.

## Kariera klubowa
Karierę piłkarską rozpoczął w 1933 w klubie FC Lugano. W barwach tej drużyny występował przez 11 lat, dwukrotnie zdobywając mistrzostwo Nationalligi w sezonach 1937/38 i 1940/41. Sezon 1944/45 spędził w zespole FC Chiasso, dla którego zagrał w 17 spotkaniach. W 1945 zakończył karierę piłkarską. 
| Sezon   | Klub       | Kraj       | Liga              | Mecze | Gole |
| ------- | ---------- | ---------- | ----------------- | ----- | ---- |
| 1933/34 | FC Lugano  | Szwajcaria | Nationalliga      |       |      |
| 1934/35 | FC Lugano  | Szwajcaria | Nationalliga      | 3     | 0    |
| 1935/36 | FC Lugano  | Szwajcaria | Nationalliga      | 8     | 0    |
| 1936/37 | FC Lugano  | Szwajcaria | Nationalliga      | 4     | 0    |
| 1937/38 | FC Lugano  | Szwajcaria | Nationalliga      | 2     | 0    |
| 1938/39 | FC Lugano  | Szwajcaria | Nationalliga      |       |      |
| 1939/40 | FC Lugano  | Szwajcaria | Nationalliga      |       |      |
| 1940/41 | FC Lugano  | Szwajcaria | Nationalliga      |       |      |
| 1941/42 | FC Lugano  | Szwajcaria | Nationalliga      |       |      |
| 1942/43 | FC Lugano  | Szwajcaria | Nationalliga      |       |      |
| 1943/44 | FC Lugano  | Szwajcaria | Nationalliga      |       |      |
| 1944/45 | FC Chiasso | Szwajcaria | 1. Liga Promotion | 17    | 0    |

## Kariera reprezentacyjna
Bizzozero został powołany na Mistrzostwa Świata 1934, na których razem z drużyną osiągnął ćwierćfinał. Podczas turnieju nie zagrał w żadnym ze spotkań. W drużynie narodowej zadebiutował 27 stycznia 1935 w meczu przeciwko reprezentacji Niemiec, przegranym 0:4. 
W 1938 otrzymał powołanie od Karla Rappana na Mistrzostwa Świata 1938 we Francji. Tam również nie wystąpił w żadnym spotkaniu. Po raz ostatni w kadrze Szwajcarii zagrał 8 maja 1938 w meczu przeciwko Belgii, przegranym 0:3. Łącznie Bizzozero w latach 1935–1938 zagrał dla Helwetów w 19 spotkaniach.
| Mecze i gole w reprezentacji | Mecze i gole w reprezentacji | Mecze i gole w reprezentacji | Mecze i gole w reprezentacji | Mecze i gole w reprezentacji | Mecze i gole w reprezentacji | Mecze i gole w reprezentacji |
| #                            | Data                         | Miasto                       | Przeciwnik                   | Gol                          | Wynik                        | Rozgrywki                    |
| ---------------------------- | ---------------------------- | ---------------------------- | ---------------------------- | ---------------------------- | ---------------------------- | ---------------------------- |
| 1.                           | 27.01.1935                   | Stuttgart                    | Niemcy                       |                              | 0:4                          | towarzyski                   |
| 2.                           | 17.03.1935                   | Praga                        | Czechosłowacja               |                              | 1:3                          | Puchar Europy Centralnej     |
| 3.                           | 14.04.1935                   | Zurych                       | Węgry                        |                              | 6:2                          | Puchar Europy Centralnej     |
| 4.                           | 05.05.1935                   | Bazylea                      | Irlandia                     |                              | 1:0                          | towarzyski                   |
| 5.                           | 30.05.1935                   | Bruksela                     | Belgia                       |                              | 2:2                          | towarzyski                   |
| 6.                           | 24.05.1936                   | Bazylea                      | Belgia                       |                              | 1:1                          | towarzyski                   |
| 7.                           | 18.06.1936                   | Oslo                         | Norwegia                     |                              | 2:1                          | towarzyski                   |
| 8.                           | 21.06.1936                   | Sztokholm                    | Szwecja                      |                              | 2:5                          | towarzyski                   |
| 9.                           | 25.10.1936                   | Mediolan                     | Włochy                       |                              | 2:4                          | Puchar Europy Centralnej     |
| 10.                          | 08.11.1936                   | Zurych                       | Austria                      |                              | 1:3                          | Puchar Europy Centralnej     |
| 11.                          | 21.02.1937                   | Praga                        | Czechosłowacja               |                              | 3:5                          | Puchar Europy Centralnej     |
| 12.                          | 07.03.1937                   | Amsterdam                    | Holandia                     |                              | 1:2                          | towarzyski                   |
| 13.                          | 18.04.1937                   | Bruksela                     | Belgia                       |                              | 2:1                          | towarzyski                   |
| 14.                          | 02.05.1937                   | Zurych                       | Niemcy                       |                              | 0:1                          | towarzyski                   |
| 15.                          | 17.05.1937                   | Berno                        | Irlandia                     |                              | 0:1                          | towarzyski                   |
| 16.                          | 10.10.1937                   | Paryż                        | Francja                      |                              | 1:2                          | towarzyski                   |
| 17.                          | 31.10.1937                   | Genewa                       | Włochy                       |                              | 2:2                          | Puchar Europy Centralnej     |
| 18.                          | 14.11.1937                   | Budapeszt                    | Węgry                        |                              | 0:2                          | Puchar Europy Centralnej     |
| 19.                          | 08.05.1938                   | Lozanna                      | Belgia                       |                              | 0:3                          | towarzyski                   |

## Sukcesy
FC Lugano
- Mistrzostwo Nationalligi (2): 1937/38, 1940/41